# Quarto Concílio de Toledo
O Quarto Concílio de Toledo foi realizado em 633 na igreja de Santa Leocádia, na cidade de Toleto, a capital do Reino Visigótico (moderna Toledo, Espanha).

## História
Provavelmente presidido por Isidoro de Sevilha, o concílio tratou de diversos assuntos disciplinares, decretou uma liturgia uniforme a ser adotada por toda a Visigótia e tomou medidas duras contra os judeus convertidos que voltavam à sua fé original.
Iniciado em 5 de dezembro de 633, contou com a presença de todos os bispos dos reinos ibéricos. Santo Isidoro, embora já bastante idoso, presidiu os trabalhos e propôs a maior parte do que foi aprovado.
O concílio provavelmente expressou, com uma acuracidade tolerável, o que pensava e a influência que detinha Isidoro. A posição e a deferência prestada ao rei também é notável: a Igreja, apesar de livre e independente, está ligada por uma aliança solene ao legítimo rei. Em contraste, nada se falou sobre a ligação ao papa em Roma.
Este foi o quarto concílio realizado na cidade de Toledo e foi por influência de Isidoro que um decreto foi promulgado comandando e exigindo que todos os bispos criassem seminários em suas sés metropolitanas seguindo o modelo da escola que o próprio Isidoro criara em Sevilha. Ali, o idoso bispo fez uso de todos os seus recursos educacionais para se contrapor à crescente influência dos costumes bárbaros dos godos. Nestas escolas se prescrevia o ensino do grego e do hebraico, assim como também das artes liberais. O estudo do direito e da medicina era também encorajado. E Isidoro conseguiu, pela força do concílio, que todos os bispos do reino fossem obrigados a disseminar este modelo.